# زمین‌لرزه ۱۹۹۸ بولیوی
زمین‌لرزه بولیوی  در تاریخ ۲۲ مه ۱۹۹۸ میلادی، برابر با ‎۱ خرداد ۱۳۷۷، ساعت ۴:۴۸:۵۰ به زمان یوتی‌سی در بولیوی رخ داد. ژرفای این زلزله ۲۱ کیلومتر بود، و بزرگی آن ۶٫۶ در مقیاس Mw اعلام شده‌است. زمین‌لرزه به وقت محلی در روز جمعه، ساعت ۰ روی داده و منطقه زمانی آن یوتی‌سی -۴ بوده‌است .
سازمان زمین‌شناسی آمریکا نیز رومرکز این زمین‌لرزه را در مختصات ۱۷°۴۳′۵۲″جنوبی ۶۵°۲۵′۵۲″غربی / ۱۷٫۷۳۱°جنوبی ۶۵٫۴۳۱°غربی و ژرفای آنرا در ۲۴ کیلومتر گزارش کرده‌است. بزرگی برگزیدهٔ این سازمان از میان بزرگیهای محاسبه‌شدهٔ مختلف ۶٫۶ در مقیاس Mw بوده و از دید اثر، در میان چهار دسته‌بندی «نامحسوس»، «محسوس»، «زیان‌آور» یا «با تلفات»، زلزله را «با تلفات» اعلام کرده‌است.۸۰ درصد Aiquile و ۷۰ درصد Totora در زمین‌لرزه خراب شده‌است.
پروژهٔ «تنسور گشتاور مرکزوار» زاویه‌های (راستا، شیب، ریک) گسل سازندهٔ زمین‌لرزه و صفحه عمود بر آنرا (°۱۸۶، °۷۹، °۱۷۸-) یا (°۹۶، °۸۸، °۱۱-) و نوع گسل را «امتدادلغز» فرارسانده‌است.
شمار کشتگان زلزله حدود ۱۰۵ نفر بوده‌است.تعداد زخمیان ۱۵۰ نفر برآورده شده‌است.بی‌خانمان شدگان نیز ۶۹۰۰ نفر اعلام شده‌است.